# Les Mosses
Les Mosses ist ein Ortsteil der Gemeinde Ormont-Dessous und ein Wintersportgebiet im Schweizer Kanton Waadt.

## Geografie
Les Mosses liegt 1'436 m ü. M. auf dem Passübergang des Col des Mosses im Zentrum der Waadtländer Voralpen und besteht überwiegend aus Hotel- und Ferienhäusern sowie neun Skiliften.

## Geschichte
1935 wurde der Ski-Club Col des Mosses gegründet. Von 1963 bis 1987 existierte eine elektrische Gondelbahn, welche den Pic Chaussy erschloss. Das Skigebiet gehört zum Bereich der Valais SkiCard.
2011 fanden die Langlauf-Schweizermeisterschaften in Les Mosses statt. Im März 2014 fanden die beiden nationalen Biathlon Serien RUAG Kids Trophy und RUAG Swiss Cup in Les Mosses statt.
Seit 2012 gehört die Gemeinde zum Parc naturel régional Gruyère Pays-d’Enhaut.

## Anderes
Der Jazzmusiker Daniel Bourquin wirkte jahrzehntelang als Arzt in Les Mosses.